# Евхаристия

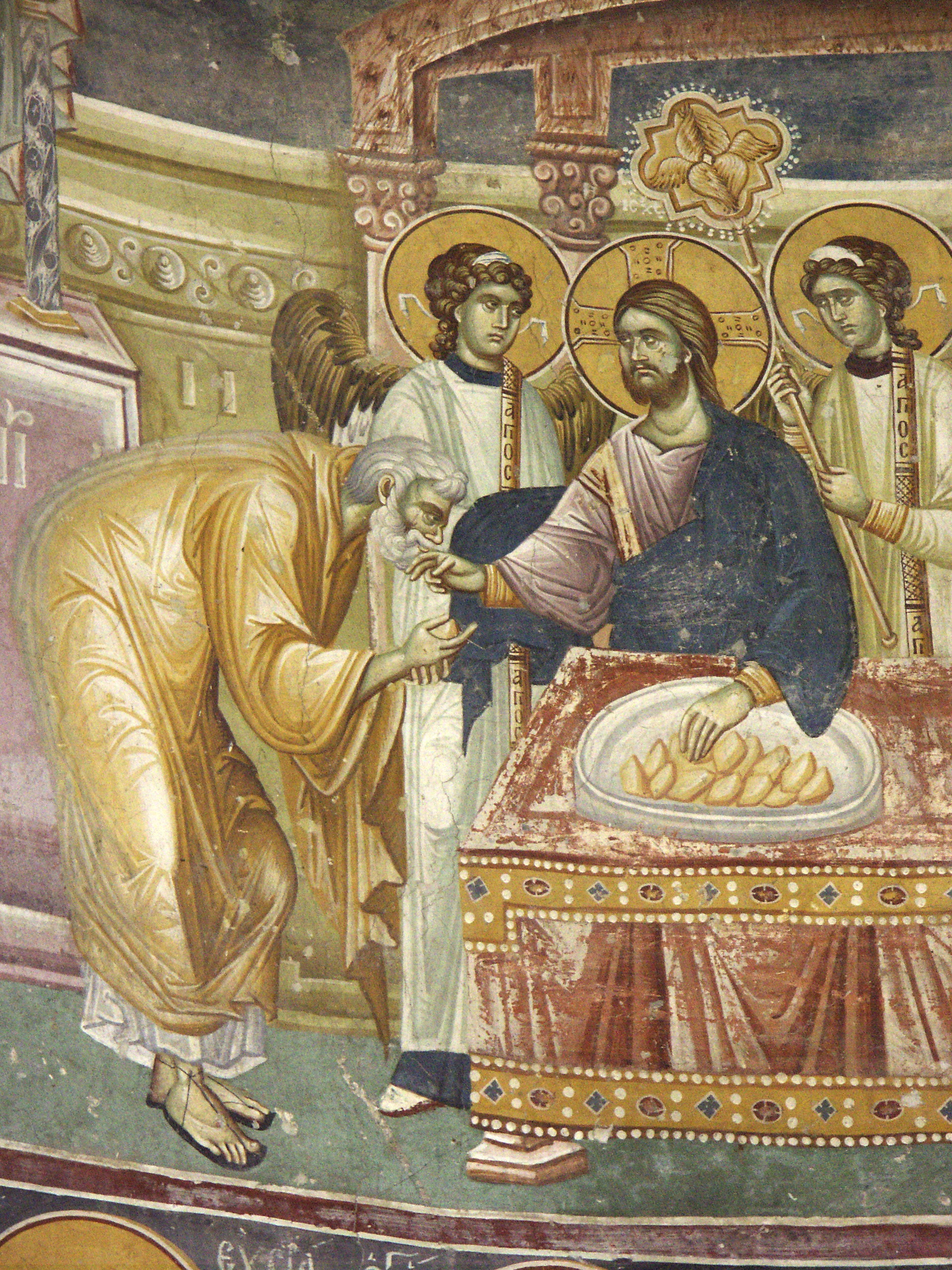
Евхаристия. Фреска, XIV век, Монастырский храм святого великомученика Георгия, Старо Нагоричане, Северная Македония

Евхари́стия (др.-греч. εὐ-χᾰριστία — «благодарение, благодарность, признательность», от εὖ — «добро, благо» и χάρις — «почитание, честь, уважение»), также Свято́е Причаще́ние, Ве́черя Госпо́дня — в исторических церквях (Православной, Католической, Древневосточных) является таинством, священнодействием и заключается в особом освящении и благоговейном вкушении хлеба и вина. Евхаристия даёт возможность христианину «соединиться с Богом во Христе». Регулярное участие в Евхаристии необходимо человеку для спасения и вечной жизни. Согласно апостолу Павлу, при этом христиане «приобщаются Тела и Крови Иисуса Христа» (1Кор. 10:16, 1Кор. 11:23—25). В позднепротестантских течениях она, как правило, толкуется как символическое действие, выражающее единство верующего со Христом, но не осуществляющее его непосредственно.
В православной, католической, древневосточных, лютеранской, англиканской и в некоторых других конфессиях составляет основу главного христианского богослужения, Божественной литургии (или Мессы). Термин «Евхаристия» используется в православии, католицизме и англиканстве. В протестантизме приняты наименования «Вечеря Господня», «Хлебопреломление».

## История установления таинства Евхаристии
Согласно синоптическим Евангелиям (Мф. 26:26—28; Мк. 14:22—24; Лк. 22:19, 20) и Первому посланию коринфянам (1Кор. 11:24, 25) апостола Павла, Евхаристия была установлена самим Иисусом Христом во время Тайной Вечери незадолго до Своей смерти на Кресте. В первый день опресноков (Мф. 26:17; Мк. 14:12; Лк. 22:7) Иисус отправил двух учеников (Мк. 14:13), Петра и Иоанна (Лк. 22:8), в город (Мф. 26:18; Мк. 14:13; Лк. 22:10), то есть в Иерусалим, приготовить пасху (пасхальную трапезу), и они приготовили (Мф. 26:19; Мк. 14:16; Лк. 22:13). Вечером (Мф. 26:20; Мк. 14:17) Иисус возлёг с двенадцатью учениками (Мф. 26:20; Мк. 14:17, 18; Лк. 22:14) на трапезу.
Согласно Евангелию Иоанна, Евхаристия проходила в тринадцатый день, то есть за сутки до наступления Пасхи четырнадцатого дня (Ин. 13:1, 19:14).

### Пасхальная трапеза
В Библии есть ряд мест, связывающих пасхальную жертву с жертвой Иисуса Христа: Ин. 19:14, 19:31; Ос. 6:2; Ис. 53:1—8; 1 Петра. 1:19; 1 Коринфянам. 5:7.
Описания ветхозаветной Пасхи и пасхальной трапезы из ряда энциклопедий скудны и содержат лишь указания на обязательное присутствие пасхального агнца, опресноков (пресного хлеба), горьких трав. В сущности, они повторяют известные из книги Исход установления о пасхальном агнце, съедаемом с горькими травами (Исх. 12:3—10) и опресноках (Исх. 12:15—20). О том же самом говорит и митрополит Иларион (Алфеев): «О том, как происходила пасхальная вечеря во времена Иисуса Христа, мы узнаём из книги Исход», — и далее кратко описывает агнца, съедаемого «всеми членами семьи с пресным хлебом и горькими травами».
Скупы и те сведения, которые можно почерпнуть о Тайной Вечере из Евангелий: «Евангельское повествование о Тайной Вечере … не содержит подробного описания чина пасхальной трапезы — вероятно, потому, что этот чин был всем известен».

#### Ветхозаветные пасхальные традиции
Седер — семейная трапеза во время празднования еврейской Пасхи (Песаха), ритуал которой «окончательно сложился в средние века» и которая включает:
- три (иногда две) пластины мацы;
- «крутое яйцо и куриное крылышко или мясо с костью»;
- марор (ту или иную горькую траву);
- харосет — сладкую «смесь из натёртых фруктов, молотых орехов, специй, вина и маццовой муки для подслащивания марора».

Мясо напоминает о пасхальном агнце, марор — о тех горьких травах, которые съедались вместе с ним, а харосет («глина») — об изготовлении кирпичей в египетском рабстве. «Во время седера каждый участник трапезы должен выпить четыре бокала вина».
На этом фоне ярким контрастом смотрится ви́дение богослова Н. Д. Успенского:
Чтобы представить себе ритуал Тайной вечери как иудейской пасхальной трапезы, нужно отказаться от наших привычных представлений о пасхальном столе… Не такой была иудейская пасха. Её можно назвать священной трапезой, потому что на ней от начала вечери до её окончания доминировали религиозные переживания и традиционные праздничные блюда были подчинены религиозной идее.
Далее он пишет о пасхальной трапезе следующее:
Вкушение пищи и вина чередовалось с чтением молитв, с повествованием из священной истории предков и с пением псалмов, причём всё это происходило в строго установленном порядке, дающем нам право назвать эту трапезу ритуальной
Приводимые Н. Д. Успенским подробности весьма напоминают современный еврейский седер (см. врезку) с его жёсткой регламентацией и символизмом блюд. В частности, Успенский приводит такие детали:
Каждому участнику вечери сначала подавался бокал с вином, разбавленным водой, и всякий читал над своим бокалом «барах (barach)». Так назывались у евреев краткие молитвословия, начинающиеся словом «благословен»… На стол подавались опресноки, латук (горькие травы) и харосет (салат из миндаля, орехов, фиг и всевозможных фруктов).
Позже на совершение пасхальных трапез определённое влияние оказали широко распространённые в греко-римском мире ритуальные пиршества — симпосии. Если изначально ветхозаветная пасха вкушалась верующими с поспешностью, стоя с посохами в руках (Исх. 12:11), то в евангельские времена празднующие пасху уже возлежали на специальных лежанках. Пасхальная вечеря стала сопровождаться продолжительными религиозными беседами и пением гимнов (Мф. 26:30).
Сходное мнение мы находим и в Толковой Библии преемников А. П. Лопухина:
Употребление вина во время пасхальной вечери у евреев не было первоначальным установлением, а вошло в употребление позже, но до времени Христа».
Существование обряда в той форме, которая включает четыре ритуальные чаши с вином, отвергается большинством современных исследователей.

#### Ветхозаветные поминальные традиции
И не будут преломлять для них хлеб в печали, в утешение об умершем; и не подадут им чаши утешения, чтобы пить по отце их и матери их.(Иер. 16:7)

### «Приимите, ядите…»
Акцент на символы характерен, например, для евангельских христиан-баптистов, в понимании которых «причастие (Евхаристия) — это памятное празднование христианами времени и события страданий, смерти и воскресения Иисуса Христа. Хлеб и вино, которые принимают христиане, символизируют Тело и Кровь Господа».
Во время Тайной Вечери Иисус дал собственное объяснение символам традиционных блюд еврейского пасхального ужина. Так, Евангелие от Марка сообщает:
И когда они ели, Иисус, взяв хлеб, благословил, преломил, дал им и сказал: приимите, ядите, сие есть Тело Мое. И, взяв чашу, благодарив, подал им: и пили из неё все. И сказал им: сие есть Кровь Моя Нового Завета, за многих изливаемая.(Мк. 14:22—24)
В Евангелии от Луки (22:19) и Первом послании к Коринфянам (11:24—26) приводится продолжение слов Иисуса: «сие творите в Мое воспоминание».
В Толковой Библии преемников А. П. Лопухина даётся следующее объяснение этого продолжения:
Эти слова, находящиеся только у Павла и Луки, очень важны в том отношении, что показывают желание Господа, чтобы таинство Евхаристии совершалось постоянно, во все времена.

### Хлеб жизни
Также в 6-й главе Евангелия от Иоанна изложено то, что можно назвать «предысторией» установления таинства Евхаристии или «аллюзией» на него. Действие этой главы происходит не во время Тайной Вечери, а задолго до неё. Иисус в ней обращается не только к своим ученикам, но к гораздо большему количеству людей. В начале этой главы (Ин. 6:5—13) описано чудо умножения хлебов, на другой день после которого (Ин. 6:22) происходит беседа Иисуса с народом и учениками. Рассказ о ней занимает бо́льшую часть 6-й главы (Ин. 6:26—71). В начале этой беседы Иисус говорит народу «о Пище, пребывающей в Жизнь вечную, которую даст вам Сын Человеческий» (Ин. 6:27), а затем свидетельствует о Хлебе Божьем, «который сходит с небес и даёт Жизнь миру» (Ин. 6:33, 34), о Себе как о хлебе жизни (Ин. 6:35) и о цели Своего сошествия с небес — творить волю Отца (Ин. 6:38, 39).
Такие слова Иисуса вызвали ропот: «Возроптали на Него Иудеи за то, что Он сказал: Я есмь хлеб, сшедший с небес» (Ин. 6:41).
В ответ на этот ропот Иисус повторяет:
Я есмь Хлеб Жизни.(Ин. 6:48)
Не ограничиваясь этим, более и более разъясняет Он сказанные Им ранее слова (Ин. 6:49—51):
Отцы ваши ели манну в пустыне и умерли; хлеб же, сходящий с небес, таков, что ядущий его не умрет. Я хлеб живый, сшедший с небес; ядущий хлеб сей будет жить вовек; хлеб же, который Я дам, есть Плоть Моя, которую Я отдам за жизнь мира.
В результате вспыхивает спор: «Тогда Иудеи стали спорить между собою, говоря: как Он может дать нам есть Плоть Свою?» (Ин. 6:52).
Иисус же сказал им: истинно, истинно говорю вам: если не будете есть Плоти Сына Человеческого и пить Крови Его, то не будете иметь в себе Жизни.(Ин. 6:53)
Эти и последующие (Ин. 6:54—58) слова Иисуса не разрешили недоумения, и часть учеников Иисуса сочла Его слова странными (Ин. 6:60). Более того, многие из них «отошли от Него и уже не ходили за Ним» (Ин. 6:66).

### Евхаристия в раннехристианские времена
Согласно апостольским деяниям и посланиям, первые христиане, будучи евреями, изначально неукоснительно соблюдали обиходный и пасхальный ветхозаветные ритуалы, положившие начало Евхаристии. На это указывает удивительная схожесть некоторых даже современных молитв в Талмуде и в христианских служебниках. Следует оговориться, что и Талмуд, и первые христианские служебники появились только несколько столетий спустя после возникновения христианства и так называемого талмудического иудаизма.
Евхаристия первыми христианами совершалась во время ага́пы (вечери любви), ритуального ужина, где читались выдержки Священного Писания, которые тут же толковались проповедниками (священно- церковнослужителями). При этом пелись ветхозаветные псалмы и христианские гимны (евангельские «Отче наш», «Ныне отпущаеши», молитва мытаря и др.), кормились нуждающиеся и все присутствующие. Затем частью хлеба и вина, положенными на столе перед никем не занятым местом Иисуса Христа, все с благоговением причащались в Его воспоминание, с верой, что это Тело Христово и Его Кровь. По древнему восточному обычаю и по евангельскому повествованию (Ин. 13:3—17), перед литургией совершалось ритуальное омовение ног. На основании раннехристианского памятника Дидахе (I—II века) предполагается, что первые христиане сначала совершали причастие Телу Христову, затем следовала трапеза (вечеря) и только после вечери — чаша Крови Христовой. Позже евхаристическая трапеза стала завершаться вкушением хлеба, отложенного Деве Марии — Чин о панагии.
С наступлением жестоких гонений, когда христианам приходилось прятаться в подземельях-катакомбах, упростился внешний вид совершения литургии, которая тогда стала более кратким ночным богослужением. Христиане причащались, стоя перед гробами христианских мучеников. Появляются оглашенные и кающиеся, которые иногда удалялись с Евхаристии. Вместо уже почивших апостолов — очевидцев самого Иисуса Христа, а также странствующих пророков, проповедников, учителей, различных наставников, целителей, заклинателей духов, возглавлять все богослужения стали только епископы или пресвитеры. Диаконы, помимо бытовой «заботы о столах» (Деян. 6:1—8), стали сослужителями священников.
Евхаристические молитвы изначально священнослужителями на каждой литургии в определённый момент богослужения повторялись на память, иногда импровизированно дополнялись и сочинялись, что верующими часто почиталось как харизматический дар, и лишь позже, для исправления ошибок и неудачных выражений в молитвах стали составляться и рекомендоваться к повсеместному использованию единообразные чинопоследования всех служб суточного круга и Евхаристии. Священнические молитвы стали записываться в сборники молитв (греческий служебник до сих пор называется «молитвословом» — Εὐχολόγιον). В эти сборники записывались только некоторые молитвы и схематичные описания литургии, чтобы сакральные слова величайшего таинства случайно не прочитал посторонний — «disciplina arcani». Древнейшее изложение литургии сохранилось в Апостольских постановлениях. Из всех известных чинов литургии оно самое объёмное, поэтому появившиеся позже последования литургии (апостола Иакова брата Господня, святителей Василия Великого, Иоанна Златоуста и другие) несправедливо иногда называли простым сокращением древнейших литургических форм. После дарования христианам в 313 году свободы вероисповедания, обнаружились грубые (еретические) искажения некоторыми священнослужителями литургических текстов. Все евхаристические молитвы от лица самого Христа обращаются непосредственно только к Богу Отцу, что в 411 году было закреплено Карфагенским собором.
Поскольку Евхаристия явилась центром и вершиной всей жизни христианина, то к ней стали присоединять все христианские таинства и обряды: крещение, миропомазание, покаяние, венчание, рукоположение, соборование, монашеский постриг, отпевание и другие. Тем не менее, только на литургии оглашенных все могли присутствовать, а уже на проскомидии и литургии верных — только верные.

### Изменения в литургической практике на Востоке
Уже при Апостольских мужах со II века в Евхаристии стали заметны существенные изменения:
- Агапы превратились в благотворительные ужины и были отделены от священной Евхаристии, а затем и вовсе запрещены ввиду участившихся злоупотреблений.
- Перед Евхаристией стал предписываться подготовительный евхаристический пост.
- Евхаристия стала совершаться не вечером, в воспоминание Тайной вечери, совершённой Спасителем (даже в наше время она иногда соединена с вечерней), а ночью. В эпоху преследования христиан в Римской империи Евхаристия для безопасности верующих стала совершаться ночью, а с момента легализации христианства в IV веке — утром, и даже днём.
- Если при жизни апостолов христиане собирались на Евхаристию, преимущественно только в воскресенье — первый (в восьмой) день недели, то с увеличением количества штатных пресвитеров литургия стала ежедневным богослужением[28].

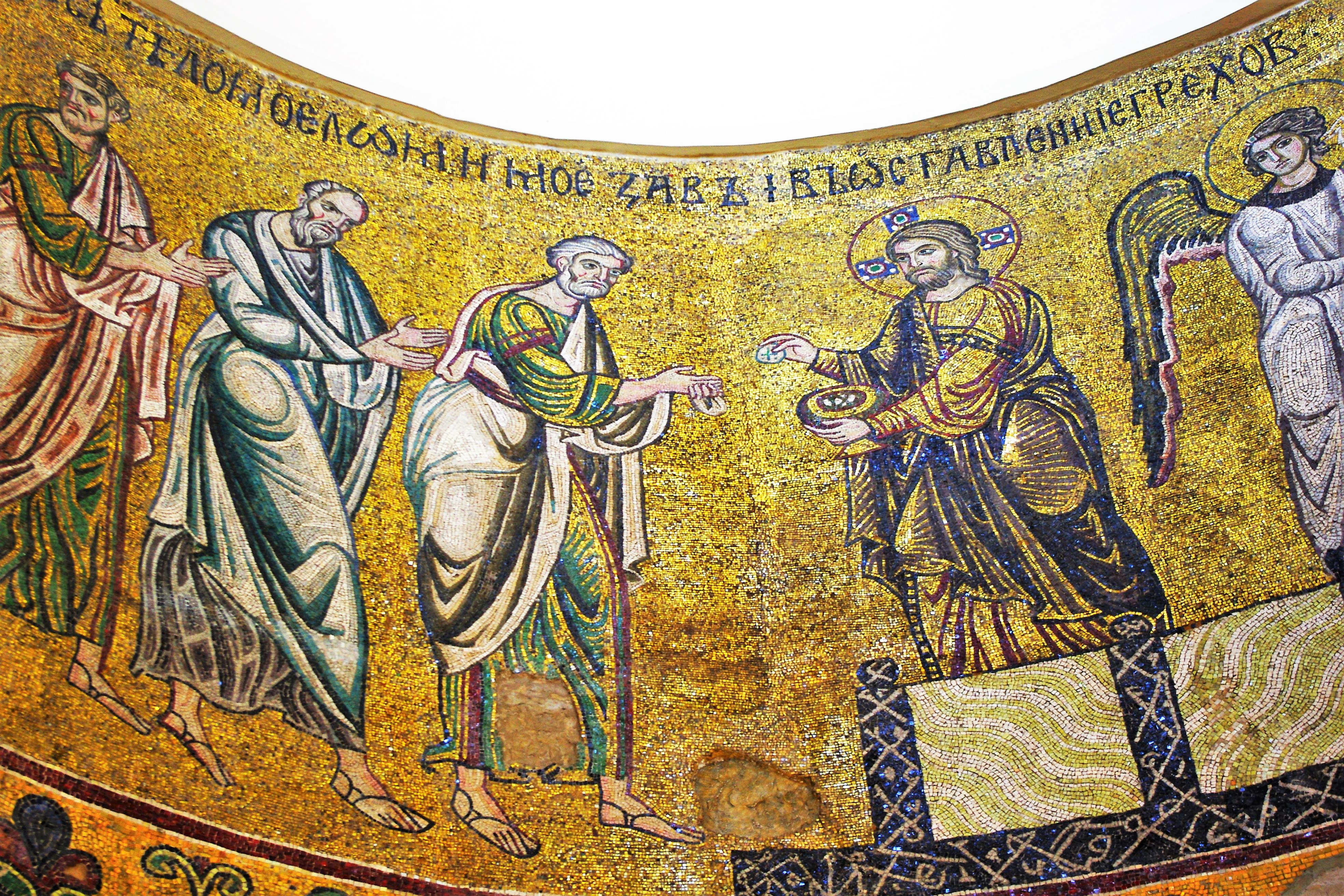
«Евхаристия». Мозаика XII века, Софийский собор. Иисус Христос даёт просфору в раскрытые вверх ладони рук апостолов; надпись вверху мозаики — «сие есть тело моё ломимое, завет в оставление грехов» — парафраз цитат

- Ввиду участившегося неблагоговения некоторых христиан была прекращена практика раздачи в руки всем верующим Тела Христова с возможностью хранения Его в домашних условиях и испития непосредственно из чаши Крови Христовой с помазанием оставшейся на устах «спасительной влагой» своих очей, чела и некоторых органов чувств[29]. Теперь для причащения мирян стала применяться лжица.
- Если прежде всё богослужение совершалось лицом к народу и, за отсутствием икон, священник символизировал Христа и, в свою очередь, к каждому человеку обращался как к нерукотворному образу Божьему (Быт. 1:27) — как к живой иконе, ко храму Божьему (1Кор. 3:16, 17) и к «меньшему брату Спасителя» (Мф. 25:40), а ко крещённым — как к «царственному священству» (1Пет. 2:9), то теперь стал молиться лицом к востоку.
- Евхаристические молитвы стали тайными[30].
- Всех младенцев стали крестить и причащать.
- Появилась Литургия преждеосвященных Даров.
- Из христианских храмов перестали выводить оглашенных, кающихся и бесноватых.
- В храмах мирян иконостасами отгородили от духовенства, находящегося в алтаре.
- В византийском обряде появились торжественные литургические входы и внехрамовые крестные ходы.
- Часть песнопений и молитв стала использоваться на литургии уже после смерти общепризнанных авторов евхаристических чинопоследований — апостола Иакова, святителей Василия Великого, Иоанна Златоуста и других:

1. «Единородный Сыне…» сочинено императором Юстинианом в 535 году,
2. «Святый Боже…» введено в употреблении за литургией при преемнике Иоанна Златоуста патриархе Прокле в 438 или в 439 году,
3. «Иже херувимы…» в VI веке, примерно тогда же и «Да молчит всяка плоть человеча…»,
4. Символ веры — с V века,
5. «Достойно есть…» вторая часть этого песнопения «Честнейшую херувим…» была со времён Космы Маюмского VIII век, а в соединении со словами «Достойно есть…» 980 году,
6. «О Тебе радуется…» — величание Ефрема Сирина IV век, по другим сведениям — Иоанна Дамаскина VIII век.

- После разделения церквей в 1054 году, в противовес «латинянам», недостаточно, по мнению восточных христиан, почитавших Святого Духа и не имевших в своей анафоре на эпиклезе призывания о схождении на предложенные евхаристические дары Святого Духа, в греческих, а затем и в славянских церквях внесли в прежний свой текст Евхаристии (разрывая фразу на середине) вставку — тропарь третьего часа с двумя стихами из 50-го псалма:

Иере́й: Го́споди, И́же Пресвята́го Твоего́ Ду́ха в тре́тий час апо́столом Твои́м низпосла́вый, Того́, Благи́й, не отъими́ от нас, но обнови́ нас, моля́щих Ти ся.

Диа́кон: «Се́рдце чи́сто сози́жди во мне, Бо́же, и Дух прав обнови́ во утро́бе мое́й» (Пс. 50:12).

Иерей: «Господи, Иже Пресвятаго Твоего Духа…»

Диакон: «Не отве́ржи мене́ от Лица́ Твоего́ и Ду́ха Твоего́ Свята́го не отъими́ от мене́» (Пс. 50:13).

Иерей: «Господи, Иже Пресвятаго Твоего Духа…»

В XIX веке греки отменили эту вставку, тогда как в Русской церкви она стала восприниматься как неотъемлемая часть эпиклезы.
- Ещё одно заметное отличие в песнопении «Милость мира» возникло в Русской православной церкви. Первоначально после слов священника «Благодари́м Го́спода» хор отвечал: «Досто́йно и пра́ведно». (Ἄξιον καὶ δίκαιον[32][33]). С 1655 года в русских Служебниках эта фраза стала пространней: «Досто́йно и пра́ведно есть / покланя́тися Отцу́ и Сы́ну, и Свято́му Ду́ху, / Тро́ице единосу́щней и неразде́льней»[34].
- Даже во дни гонений Христианская церковь активно заявляла о Себе. С момента получения Ею статуса государственной религии, и в особенности с возведения в 537 году грандиозного собора Святой Софии в Константинополе, широкое развитие и распространение получает Устав Великой церкви, где преобладали помпезные патриаршие и императорские выходы, церемонии и воинские парады с «пе́сненными после́дованиями»[35], крестные ходы с литиёй (на западе — с литаниями)[36], то есть богослужения вне храмов, на площадях, улицах и даже за городом, по случаю губительных эпидемий, землетрясений, пожаров, засух, наводнений, нападений врагов или в благодарность за избавление от них. В те времена Литургия также начиналась с крестного хода — празднично-молитвенного шествия в храм духовенства и мирян:

В определённые дни церковная процессия (наш теперешний «крестный ход») начиналась в Св. Софии и направлялась в храм, посвящённый памяти празднуемого святого или события, в котором вся Церковь, — а не отдельный «приход», — эту память праздновала. Так, например, 16 января, в день празднования «уз св. Апостола Петра процессия — по указанию „Устава Великой Церкви“ — выходит из Великой Церкви (то есть Святой Софии) и направляется в храм св. Петра, где и совершается праздничная Евхаристия». Так вот, пение антифонов и совершалось во время этой процессии и заканчивалось у дверей храма чтением «молитвы входа» и самим входом в храм духовенства и народа Божия для совершения Евхаристии. Отсюда многообразие антифонов, их «изменчивость» в зависимости от празднуемого события, отсюда существование до сего дня особых антифонов, предписанных в дни больших Господних праздников и т. п… Иногда, однако, вместо антифонов пелись специальные тропари святому, и тогда «Устав», отмечая эти тропари, предписывает: «…И входим в Церковь св. Петра и поётся „Слава“ с тем же тропарём. Антифонов нет, а сразу Трисвятое…».
— Протопресвитер Александр Шмеман. Евхаристия. Таинство Входа.
Отголоски обязательного крестного хода перед Литургией можно наблюдать на каждом архиерейском Её совершении:
1. когда архиерей входит в храм, протодиакон возглашает: «Премудрость», после чего хор поёт: «Достойно есть…» (или задостойник) — то есть песнопение, завершающее какое-то предыдущее богослужение (предполагаемый крестный ход);
2. до малого входа архиерей, по сути, не участвует в Литургии — сидит на кафедре посреди храма, что косвенно свидетельствует о том, что антифоны Литургии в прежние времена пелись только вне храма на крестных ходах.

Однако в условиях российского климата (с лютыми зимами и осенне-весенней грязью на дорогах) частые крестные ходы совершать не очень удобно, поэтому крестные ходы перед каждой Евхаристией в Русской православной церкви вскоре исчезли вслед за греческими церквями, которым совершать массовые шествия запрещали оккупационные власти мусульман (арабов и турок) и латинян (крестоносцев).

## Богословие Евхаристии в православии
Чаша благословения, которую благословляем, не есть ли приобщение Крови Христовой? Хлеб, который преломляем, не есть ли приобщение Тела Христова?(1Кор. 10:16)
Эти слова апостола Павла указывают на то, что Причащение есть приобщение человека к Божеству, которое, как писал Симеон Солунский (XV век), является целью Литургии и «вершиной всех благ и желаний».
Архиепископ Фессалоникийский Симеон о Причащении пишет следующее:
Причащение соединяет нас с Самим Владыкой, и мы на самом деле становимся в этом Таинстве причастниками Самого Тела Его и Крови. Мы через пищу сделались смертны, и ниспали из рая, и отделили себя от Бога, а теперь через причащение снова принимаем жизнь вечную. Таким образом освобождаясь от тления, мы соединяемся с Бессмертным Богом, Который ради нас стал смертным в воплощении.
Св. Иоанн Дамаскин пишет о том, что люди, в отличие от святых ангелов, благодаря Евхаристии причаствуются не только общей энергии Троицы, но и обо́женному («божественному») человеческому естеству Одного из Троицы (то есть Христа):
Ангелы стали участниками и сделались общниками не естества божественного, но — действия (энергии) и благодати; из людей же, те бывают участниками и делаются общниками божественного естества, которые принимают Святое Тело Христово и пьют Его Кровь. Ибо [Тело и Кровь] соединены с Богом по ипостаси; и два естества в принимаемом нами Теле Христовом соединены в ипостаси неразрывно; и мы бываем причастниками двух природ: Тела — телесно, Божества — духовно, скорее же, обеих обоюдно. Не по ипостаси мы — одно и то же [что и Спаситель] (ибо сначала существуем ипостасно и потом [только] вступаем [с Ним] в единение), но по соединению с Телом и Кровью.
Кроме евхаристической чаши, Библия указывает и на:
- чашу благословения (Пс. 22:5),
- чашу премудрости (Прит. 9:1; 3Езд. 14:39),
- чашу наследия (Пс. 15:5),
- чашу страдания (Мк. 10:38, 39, Мк. 14:36),
- чашу беззакония (Быт. 15:16),
- чашу бесовскую (1Кор. 10:21),
- чашу гнева Божия (Исаия. 51:17—22; Иез. 23:33; Откр. 16:1).

### Место Евхаристии в иерархии таинств
По мнению Геннадия Схолария, все таинства Церкви, как и все другие богослужения, так или иначе, являются подготовкой к участию в Евхаристии, которая является вершиной единения человека с Богом Таинством священнейшее из всех Таинств. В своём трактате «О таинственном теле Господа Иисуса Христа» Константинопольский патриарх Геннадий Схоларий ставил таинство Евхаристии выше таинства Крещения:
Тело Христово питает телесно, чистотой же благодаря единению с Божественной природой очищает и освящает, доставляя нам достаточную духовную пищу; питаемые так, мы прекрасно восходим к духовному совершенству и здравию... О Таинство, священнейшее всех Таинств, превосходящее само Таинство Крещения: тем Крещением Владыка общается с нами только по силе (по энергии), а сим Евхаристией — по сущности.
Своё мнение Геннадий почерпнул из Псевдо-Дионисия Ареопагита, который называет Евхаристию «Τελετών τελετή» (Посвящение из посвящений), в латинском переводе Sacramentum sacramentorum («Таинство таинств»):
Ибо едва ли может быть совершено какое-либо из иерархических совершительных священнодействий, доколе божественная Евхаристия во главе того, что совершается по чину каждого другого священнодействия, не священносовершит приведения христианина, уже просвещённого, к единому и не утвердит совершенно богопреданным даром совершительных тайн общения его с Богом.
В католическом богословии мнение о том, что Евхаристия — это Таинство Таинств, взятое из сочинения Псевдо-Дионисия Ареопагита, было утверждено соборно как догматическое определение на Тридентском соборе.

### Евхаристия как реальное приобщение к единократной Жертве Христа
Константинопольский собор 1157 года анафематствует всех, кто толкует слова «сие творите в Моё воспоминание» как образное, а не реальное принесение Жертвы, а также понимающих Евхаристию как «иную жертву», отличную от единократно принесённой Христом:
3. Слышащим Спасителя о преданном Им священнодействии Божественных Таин, говорящего: «сие творите в Моё воспоминание», но не понимающим правильно слова «воспоминание» и дерзающим говорить, что оно (т.е. воспоминание) обновляет мечтательно и образно жертву Его Тела и Крови, принесённую на честном Кресте Спасителем нашим в общее избавление и очищение, и что оно обновляет и ежедневную жертву, приносимую священнодействующими Божественные Тайны, как предал Спаситель наш и Владыка всех, и поэтому вводящим, что это иная жертва, чем совершённая изначала Спасителем и возносимая к той мечтательно и образно, как уничижающим неизменность жертвы и таинство страшного и Божественного священнодействия, которым мы принимаем обручение будущей жизни, как это изъясняет Божественный отец наш Иоанн Златоуст во многих толкованиях посланий великого Павла, анафема трижды.

## Порядок совершения таинства

### Условие совершения таинства Евхаристии
В исторических церквях, в Англиканской церкви, у старокатоликов таинство Евхаристии может совершить только епископ или священник по его поручению.
Таинство совершается в храме (на этом настаивал Василий Великий). И лишь в случае каких-либо особых обстоятельств допускается его совершение вне храма. Согласно 7-му правилу VII Вселенского Собора в престолы, на которых совершается Евхаристия, должны полагаться частицы мощей святых мучеников. В поместной традиции Русской православной церкви мощи с 1655 года зашиваются также в антиминсы, что даёт возможность служить Литургию вне храма. В Католической церкви после Второго Ватиканского собора положение мощей на алтарный камень является необязательным.

### Преложение
По древнему учению исторических церквей в таинстве Евхаристии хлеб и вино прелагаются в истинные Тело и Кровь Христовы.

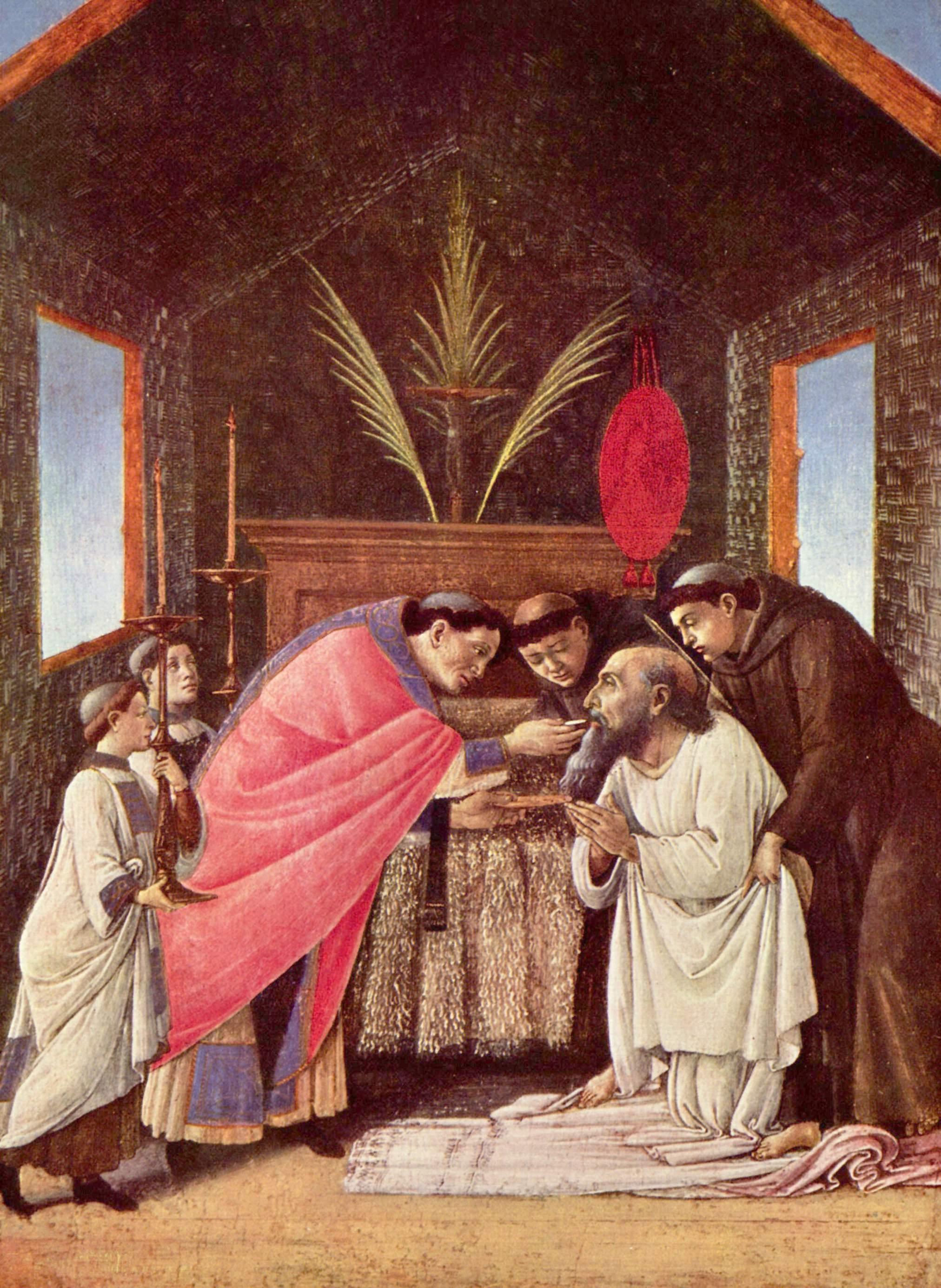
Евхаристия.
(Сандро Боттичелли, 1495 год)

#### Католицизм
Термин пресуществление (transsubstantiatio) появляется в латинском богословии в IX веке как синоним термина преложение, а затем получает широкое распространение в католицизме. На 4-м Латеранском Соборе в 1215 году было изложено учение о превращении хлеба и вина (Святых Даров) в Тело и Кровь Христову. Моментом превращения является форма таинства, которая заключена в словах установления: hoc est corpus meum, et, hic est calix sanguinis mei («сие есть тело моё и сие есть чаша крови моей»). В Католической церкви учение о «транссубстанциации» (transsubstantiatio) или «пресуществлении» хлеба и вина в истинное Тело и Кровь Иисуса Христа окончательно сформировалось в трудах Фомы Аквинского. Это учение называется doctrina de fide. Согласно ему, во время Евхаристической молитвы сущность (субстанция) хлеба и вина (panis et vinum) пресуществляется в сущность Тела и Крови Христовых, в то время как доступные для органов чувств свойства хлеба и вина (акциденции) остаются неизменными.
Пресуществление означает преложение (то есть обращение) всей сущности хлеба в существо Тела Христова и всей сущности вина в Его Кровь. Это обращение осуществляется при Евхаристической молитве благодаря действенности слова Христова и действия Святого Духа. Тем не менее, доступные для органов чувств свойства хлеба и вина, так называемые евхаристические виды, остаются неизменными

#### Православие
Термин «пресуществление» (μετουσίωσις) никогда не употреблялся святыми отцами в Православной церкви до середины XV века по отношению к освящению Святых Даров. Впервые его перенёс из католической литературы Геннадий Схоларий, используя как синоним традиционным святоотеческим терминам «преложение» (μεταβολή) и «претворение» (μεταποίημα). При этом патриарх Геннадий считал, что Тело Христово присутствует в Евхаристии не физически, а таинственно. Однако термин не прижился, и лишь в конце XVI века термин вновь начинает употребляться среди отдельных лиц греческого духовенства, получивших образование в римско-католических учебных заведениях. Впоследствии на греческих поместных соборах, в 1672 году в Константинополе и в 1672 году в Иерусалиме, этот термин был утверждён; а в 1691 году на поместном соборе в Константинополе все, отрицающие термин «пресуществление» были преданы строгим анафемам и даже вечным проклятиям. Решения собора 1691 года были приняты Русской православной церковью и включены в Догматическое послание патриарха Московского и всея Руси Адриана. С этого времени термин «пресуществление» становится обычным термином в православной евхаристологии: он употребляется в официальных посланиях иерархов, синодально одобренных исповеданиях веры и догматических пособиях и проч. В настоящее время отдельные толкования частных лиц термина «пресуществление» в православии имеют отличия от учения Католической церкви, но существенно отличаются от взглядов протестантских деноминаций.

#### Протестантизм
Лютеране, англикане и кальвинисты не признают пресуществления. Мартин Лютер в трактате «О вавилонском пленении церкви» подверг критике католическое учение о Причастии в трёх отношениях:
1. Запрет допускать мирян к чаше. Это противоречит установлению Христа и построено на несостоятельных доводах о том, что всё присутствует в одном элементе.
2. Учение о пресуществлении, то есть представление о том, что хлеб и вино превращаются, теряя свою природную субстанцию. Эта теория также не имеет поддержки в Писании. Нет никакого повода предполагать, что хлеб перестаёт быть естественным хлебом.
3. Жертвоприношение мессы, из-за которого месса превращается в человеческое дело и отчасти сводится к чистой «сделке». Причастие не является делом, которое человек совершает для того, чтобы примириться с Богом[53].

Эти конфессии обычно по-разному допускают лишь «соприсутствие» Тела и Крови Христовых с сущностью хлеба и сущностью вина, и только Церковь Англии использует термин «пресуществление», не разъясняя его, что, впрочем, позволяло в прошлом надеяться на возможность евхаристического общения англикан и православных.
Христианские вероисповедания, связанные с более радикальным крылом Реформации (анабаптисты, меннониты), а также возникшие в более поздний реформационный период церкви (баптисты, методисты, адвентисты, пятидесятники, харизматы и др.) не признают пресуществления хлеба и вина в буквальные Плоть и Кровь Иисуса Христа, а также не признают соприсутствие физического Тела Христова с хлебом и физической Крови Христовой с вином, но учат воспринимать в вине и хлебе во время причастия только символы и образы Тела и Крови Иисуса Христа, и, вкушая их, верою мысленно переживать голгофские страдания Иисуса Христа.

#### Мнения отдельных конфессиональных групп
По мнению православно-лютеранской комиссии, собранной из отдельных православных и лютеранских представителей и не выражающей соборного мнения ни Православной, ни Лютеранской церквей, работавшей в рамках экуменизма в 1970 году и руководствующейся идеей теории ветвей: «В то время как исторические церкви — Православная, Римско-католическая и дохалкидонские — исповедуют реальное пресуществление хлеба и вина в истинное Тело и истинную Кровь Иисуса Христа, протестантские церкви, при всём разнообразии их евхаристических доктрин, отрицают субстанциальный, вещественный характер присутствия Тела и Крови под видами хлеба и вина».
По мнению православно-лютеранской комиссии, различия между терминами «преложение» и «пресуществление» зачастую полемически преувеличиваемые: «Попытки найти существенное различие между двумя учениями [католическим и православным] на базе применения терминов „пресуществление“ (transsubstantiatio) на Западе и „претворение“ или „преложение“ на Востоке следует отнести на счёт полемического задора, ибо никто ещё никогда не мог указать, в чём именно состоит различие между этими словами. Раскрытие их содержания всегда доказывало их синонимичность».

### Тайноустановительные слова и эпиклеза
В православии, в соответствии со структурой византийского евхаристического канона, традиционно принято отмечать тайносовершительную значимость не только «установительных слов», но и следующей за ними эпиклезы (Έπίκλησις), то есть призывания Святого Духа на молящихся и на Святые Дары, заканчивающегося троекратным «Аминь» диакона. В «Пространном катехизисе» митрополита Филарета подчёркивается важность обоих моментов:
335. Каково важнейшее действие литургии верных? Важнейшим действием литургии верных является произнесение слов, сказанных Иисусом Христом при установлении Таинства: Приимите, ядите, сие есть Тело Мое… Пийте от нея вси, сия есть Кровь Моя Новаго Завета… (Мф. 26:26-28); и затем — призывание Святого Духа и благословение Даров, т.е. принесённого хлеба и вина.
Католическая церковь центральное место отводит не столько эпиклезе (которая в латинском обряде состоит из двух частей, разделённых тайноустановительными словами Иисуса Христа), сколько тайноустановительным словам. Согласно Катехизису Католической церкви, Евхаристия происходит благодаря действенности слова Христова и действию Святого Духа.
При этом ни православие, ни католицизм не сводит тайносовершительное действие к тем или иным словам (хотя подобные попытки предпринимались в прошлом) и не пытается определить точный момент преложения Святых Даров, но подчёркивает значение всего евхаристического канона (анафоры) как единого акта.

### Вещества Таинства

Подготовка священника к Евхаристии в пещере Рождества Христова, Вифлеем, 2018

Для Евхаристии у православных, коптов, сиро-яковитов и в Ассирийской церкви Востока используется квасной хлеб — просфоры (сегодня в Ассирийской церкви Востока используется квасной хлеб, а в конце литургии — пресный католический). У католиков латинского обряда используется пресный хлеб (гостия), а у католиков восточных обрядов используется квасной хлеб.
В Армянской апостольской церкви, Маронитской католической церкви и Халдейской Католической Церкви, а также у лютеран, англикан, старокатоликов используется для священнодействия только пресный хлеб. Причащение мирян под двумя видами (а не одним только хлебом) у остальных католиков распространилось после Второго Ватиканского собора.
В православии византийской традиции вино после пресуществления в Кровь Христову обязательно разбавляется горячей водой («теплотой», «зеоном»). Объясняют это тем, что на Кресте из прободённого ребра Искупителя истекла не только кровь, но и вода. В Армянской апостольской церкви воду в вино не добавляют.
Цвет и сорт причастного вина зависят от местных традиций. В Русской православной церкви обычно используется красное десертное креплёное вино Кагор, в Грузинской православной церкви используют красное вино Зедаше. В Румынской православной церкви, греческих церквях и у римо-католиков может использоваться белое вино или смесь из красного и белого вина. В русской традиции используется сладкое вино, во избежание рефлекторного выплёвывания причащаемыми младенцами причастия, а в латинской традиции, не имеющей причащения младенцев, обычно используют сухое вино, считая сахар ненужной добавкой к чистому вину.

## Омовение ног
В некоторых протестантских церквях перед Вечерей Господней совершается омовение ног ближним, подобно тому, как Христос омывал ноги ученикам. В адвентизме это считается обязательным. Общины, практикующие эту традицию, существуют также в пятидесятничестве, меннонитстве и методизме.
В Католической церкви обряд омовения ног совершается в Великий четверг на вечерней мессе воспоминания Тайной Вечери. Священник, предстоятельствующий на мессе, омывает ноги 12-и прихожанам. Обряд проводится после проповеди, перед началом Евхаристической литургии.
В Православной церкви Чин омовения ног совершается в Великий четверг архиереем, который омывает ноги 12-и священникам (или монахам) в воспоминание омовения, исполненного Спасителем над апостолами пред Тайной вечерей. В практике РПЦ в XX веке обряд вышел из обязательного использования (совершался лишь в отдельных епархиях). В 2009 году первый раз в современной истории РПЦ обряд был совершён патриархом Кириллом по окончании литургии в Богоявленском соборе.

## Евхаристия в различных конфессиях

### В православии

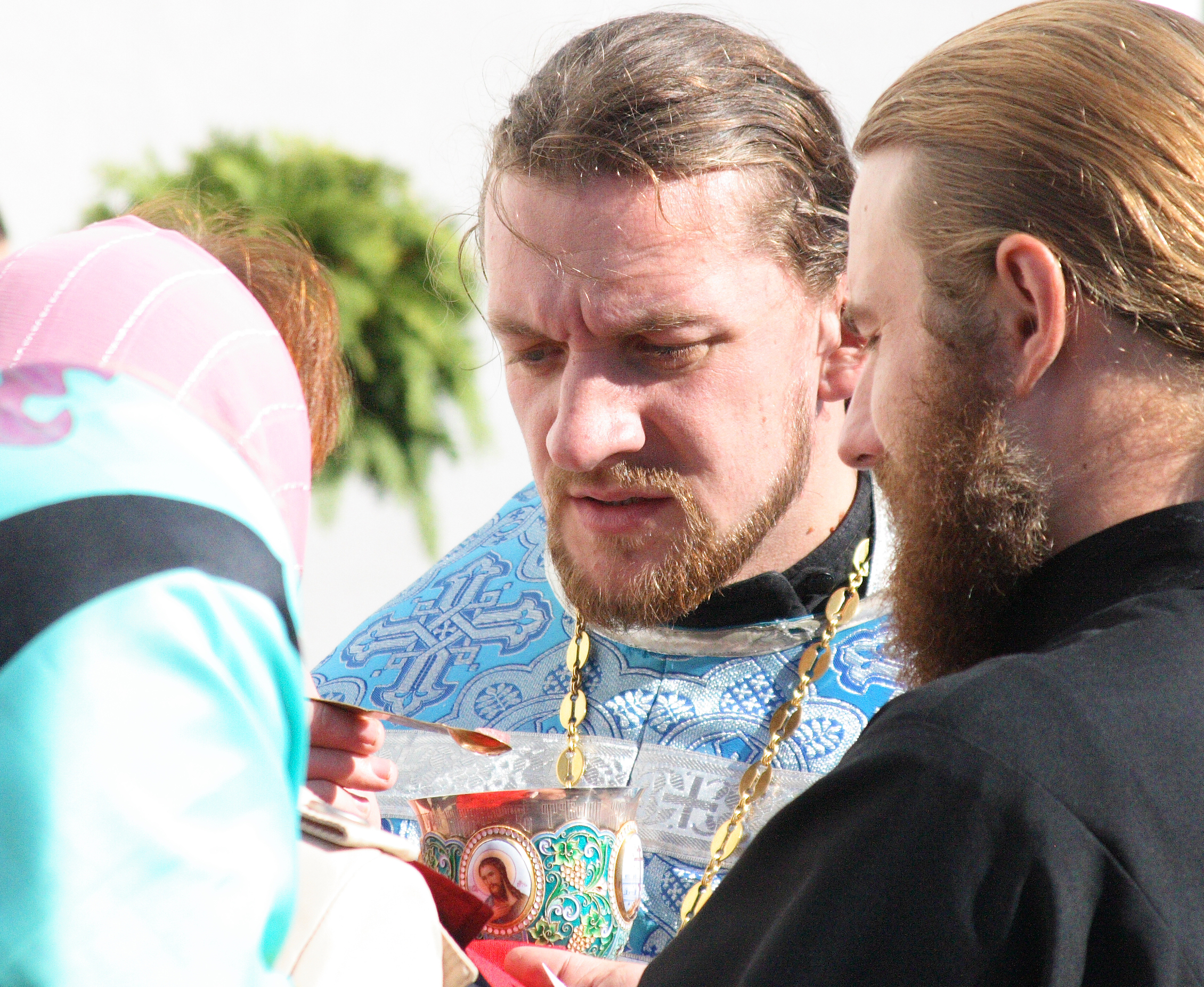
Причастие в Православной церкви

В православии, в соответствии со структурой византийского евхаристического канона, традиционно принято отмечать тайносовершительную значимость не «установительных слов», а следующей за ними эпиклезы.
Православные христиане могут причащаться после совершения над ними таинства крещения, которое совмещается с миропомазанием и, по разным традициям, может совершаться либо на 8-й день после рождения, либо на 40-й день после рождения (именно так, согласно житию, крестили Сергия Радонежского). В случае угрозы жизни младенца крещение может и должно быть совершено немедленно.
Причащение младенцев традиционно происходит только под видом вина («Крови Христовой»), что связывают с опасениями, что ребёнок может выплюнуть освящённый хлеб. По этой же причине на Литургии преждеосвященных даров причащение младенцев не происходит, поскольку причащение происходит только освящённым хлебом («Телом Христовым»), пропитанным освящённым вином («Кровью Христовой»).
В русской православной традиции причащению взрослых предшествует подготовка, включающая особое молитвенное правило, пост, предварительную исповедь. По словам священника Феодора Бородина: «То, что у нас к 90-м годам была обязательна исповедь перед причастием, по моему мнению, явное действие Духа Святаго, Божьего Промысла о Церкви. Потому что именно аналой, за которым происходит исповедь, стал точкой воцерковления, миссионерства и введения в церковную жизнь для десятков тысяч нецерковных людей. Тысячи и тысячи часов мы провели около этого аналоя, исповедуя, отвечая на вопросы конкретных людей, и только так было нужно и правильно. Но очень многие из наших прихожан уже прошли этот этап, они уже не первоклассники, даже не студенты института, они аспиранты и специалисты, они живут глубокой насыщенной духовной жизнью. Живут трезво и правильно».

#### Частота причащения
В восточно-христианской традиции не имеется такого базового текста, который бы чётко и однозначно регламентировал частоту причащения. Имеющиеся тексты, в том числе канонические, описывают практику конкретного времени, или выражают пожелания о её изменении, или формулируют идеал и тут же сопоставляют его с существующей практикой. В греческих церквях к XVIII веку редкое участие в Божественном Причащении стало установившимся обычаем как для мирян, так и для монашествующих: причащались один раз в год, самое большее два или три раза. Против практики редкого причащения стали выступать колливады. Никодим Святогорец выступал за то, чтобы миряне, также, как и священники, причащались за каждой литургией, на которой они присутствуют. Преподобным Никодимом Святогорцем и святителем Макарием Коринфским была написана «Книга душеполезнейшая о непрестанном причащении святых Христовых таин», в которой собрано множество высказываний древних великих святых о пользе частого причащения и говорится: «Ах, братья мои, если бы мы хотя бы один раз видели мысленными очами нашей души, каких высоких и каких великих благ мы лишаемся, не причащаясь непрестанно, тогда, конечно, мы приложили бы все свои силы, чтобы подготавливаться и причащаться, если бы была возможность, каждый день». К частому причащению призывал святитель Афанасий Паросский. С его точки зрения, участие в Божественном Причащении Пречистых Таин не предполагается через «промежуток в столько-то или столько-то дней», или во «времена, определённые» Священным Писанием, канонами или великими отцами и учителями Церкви, «при отсутствии какой-либо препятствующей причины». Напротив, «по бесчисленным свидетельствам и показывается и утверждается, что время Божественного Причащения всегда определяется не днями, но только совестью».
В Русской православной церкви до Петра I миряне причащались крайне редко, возможно один раз в жизни, перед смертью. В Синодальный период в Российской империи люди могли не причащаться годами, но во время болезни причащаться каждые шесть недель; священники могли причащаться еженедельно, монахи ежемесячно, а миряне только ежегодно; дворяне и горожане могли причащаться дважды в год, а крестьяне один раз в несколько лет. Такое восприятие свидетельствовало о наличии сословного сознания. Духовный регламент предписывал причащаться и исповедоваться не реже, чем раз в год, а само ежегодное причащение рассматривалось как одно из важных доказательств благонадёжности подданных Российской империи. Митрополит Платон (Левшин) в инструкции благочинным 1775 года указывал последним следить, чтобы семьи клириков причащались во все посты, то есть четыре раза в год, к тому же благочинный должен призывать и прихожан. Об этом же писал митрополит Филарет (Дроздов) в своём «Катехизисе»: «Церковь материнским гласом завещает исповедоваться перед духовным отцом и причащаться Телу и Крови Христовых ревнующим о благоговейном житии — четырежды в год или каждый месяц, а всем — непременно однажды в год». Сторонником частого причащения во второй половине XIX века выступал Иоанн Кронштадтский. В основе его деятельности в этом отношении лежало революционное для синодального менталитета воззрение, что причащаться все церковные группы могут и должны одинаково и что доступ к причастию не является особым социальным маркером. Признанная народом святость Иоанна Кронштадтского легитимировала это воззрение в глазах духовенства и верующих. В 1920-е годы верующие в советской России оказались перед лицом гонений и смерти, от голода или от репрессий, что стало поводом к более частому причащению, и, кроме того — к ослаблению требований относительно подготовки к таинству. В постсоветский период многие миряне стали стремиться причащаться за каждым богослужением, что было обусловлено влиянием появившихся на рубеже 1980—1990-х годов книг зарубежных авторов.
Единого мнения о том, как часто должен причащаться православный христианин, в настоящее время нет. Как отмечал митрополит Иларион (Алфеев): «Практика одной Поместной Православной Церкви в этом плане может существенно отличаться от практики другой Церкви, и даже внутри одной Поместной Церкви различная практика может существовать в разных регионах, епархиях и приходах. Иной раз даже на одном приходе два священника по-разному учат о том, как часто следует приступать к Таинству Евхаристии». В настоящее время в Русской православной церкви одна из самых типичных рекомендаций о частоте причащения — ежемесячное причащение для взрослых, еженедельное причащение для младенцев.

### В католицизме

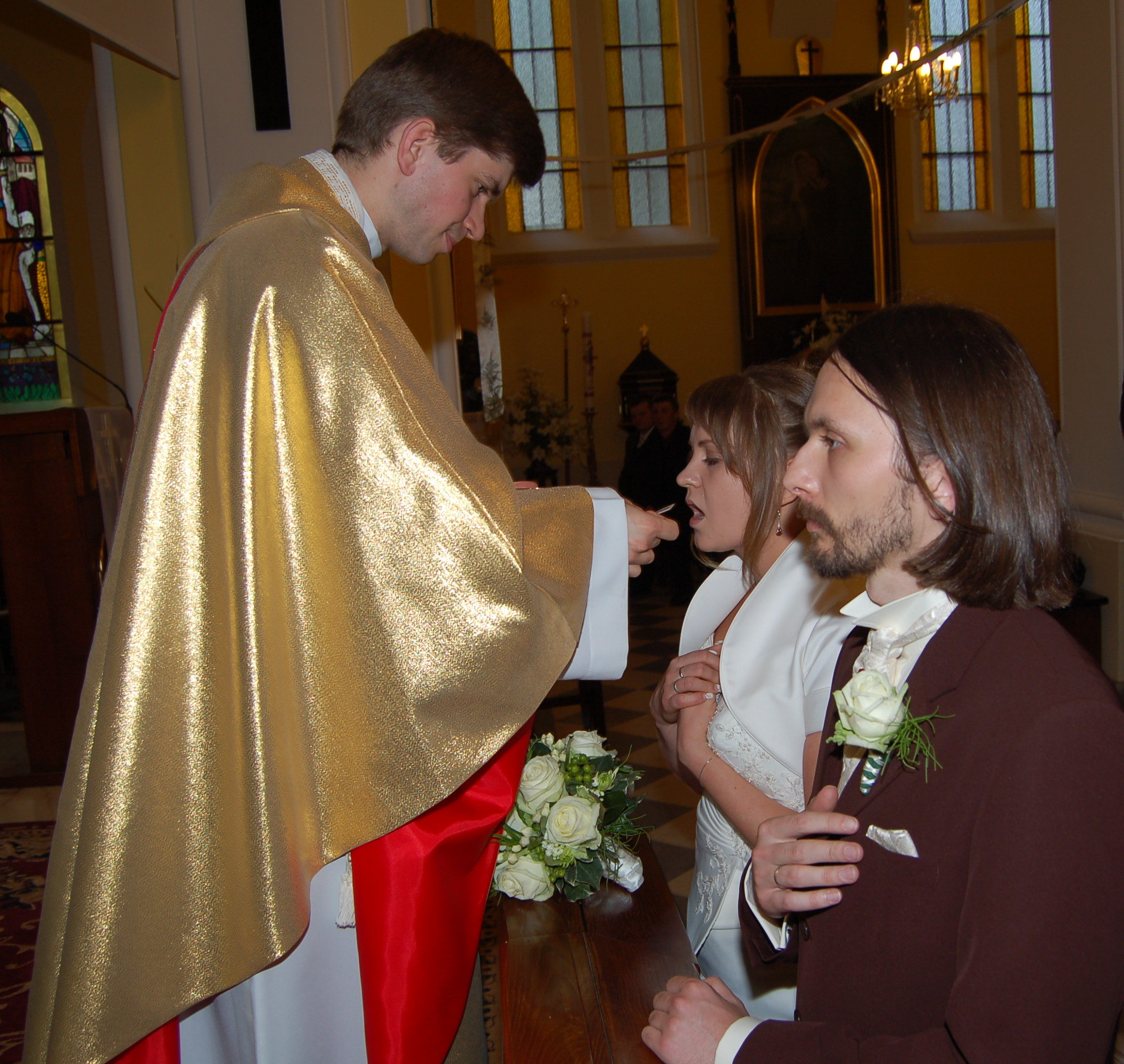
Причащение новобрачных в Католической церкви

В Католической церкви Евхаристия является таинством, источником и вершиной всей христианской жизни. «Все другие таинства, как и все виды церковного служения и апостольские труды, связаны с Евхаристией и устремлены к ней. Ибо Святая Евхаристия содержит в себе все духовное сокровище Церкви, то есть Самого Христа — нашу Пасху».

#### В жертву
В Евхаристии та же самая жертва, которую Иисус только один раз совершил на кресте, совершается в каждой мессе. Согласно Катехизису Католической церкви, «наш Спаситель на Тайной Вечере, в ночь, в которую Он был предан, установил Евхаристическую Жертву Своего Тела и Своей Крови, чтобы непрерывно увековечивать, доколе Он придёт, Свою Жертву на Кресте, и поэтому завещал Своей возлюбленной Невесте, Церкви, воспоминание о смерти Своей и Воскресении: таинство благочестия, знамение единства, союз любви, пасхальную трапезу, на которой Христос вкушается, душа преисполняется благодатью и подаётся нам залог грядущей славы».
Для Католической церкви Евхаристия — это воспоминание Пасхи Христовой, актуализация и сакраментальное приношение Его единой жертвы в литургии Церкви, которая есть Его Тело. Во всех Евхаристических молитвах имеется после установительных слов молитва, называемая анамнесисом («воспоминанием»). В библейском значении слово «воспоминание» означает не просто воспоминание о событиях прошлого… В литургическом праздновании этих событий они неким образом обретают реальное присутствие в настоящем времени. Таким образом, Евхаристия есть жертва, потому что она вновь представляет (делает присутствующей) Жертву Креста, является её воспоминанием и приносит её плоды.
Жертва Христа и жертва Евхаристии — единое жертвоприношение, «это одна и та же жертва, это Тот же, приносящий Себя сегодня в служении священников, Кто тогда Сам принёс Себя в жертву на Кресте. Только форма приношения различается»; «и поскольку этой божественной жертве, которая совершается во время Мессы, Тот же Христос, „принёсший Себя один раз в кровавую жертву“ на жертвенник Креста, присутствует и приносится в жертву бескровную (…) жертва эта воистину есть жертва умилостивления».
Единственные служители, которые могут совершать богослужения в Евхаристии и освящать причастие, являются рукоположёнными священниками, действующими в лице Христа.

#### Как реальное присутствие
Католическая церковь учит, что Христос реально присутствует под каждым видом в каждой частице Святых Даров, поэтому считает, что причащаясь как под одним видом (только Хлебом), так и под двумя видами (Хлебом и Вином), человек причащается Христу во всей полноте. На этом учении базировалась средневековая церковная практика о причастии мирян под одним видом, а священнослужителей под двумя. Неприятие этой практики частью прихожан, требовавших причащения мирян под двумя видами, породило в Средние века несколько реформистских религиозных движений, самым известным из которых были утраквисты (utraque specie — «под двумя видами»), более известные как «гуситы». Результатом растущего недовольства стало решение Тридентского собора (1545—1563), официально запретившее причащения мирян под двумя видами. Только в XX веке Конституция Второго Ватиканского собора (1962—1965) Sacrosanctum Concilium разрешила причастие под двумя видами для мирян. В современной литургической практике Католической церкви применяются оба способа причащения мирян в зависимости от постановления местной Конференции католических епископов и условий для совершения Евхаристии. Первое Причастие в латинском обряде традиционно совершается в возрасте от 7 до 12 лет и проводится с особой торжественностью. По мнению Католической церкви Евхаристическое присутствие Христа начинается в момент освящения и продолжается всё время, пока существуют Евхаристические виды (освящённые хлеб и вино). Христос присутствует во всей полноте в каждом из них и в каждой их частичке, так что преломление хлеба не разделяет Христа.
Тридентский Собор сжато излагает католическую веру, заявляя: «Поскольку Христос, наш Искупитель, сказал, что то, что Он предлагает в виде хлеба, есть воистину Его Тело, Церковь всегда хранила это убеждение, которое святой Собор снова провозглашает: освящением хлеба и вина совершается изменение всего существа хлеба в существо Тела Христа, Господа нашего, и всего существа вина в существо Крови Его; это изменение Католическая церковь справедливо и точно называет пресуществлением».
Католический богослов Фома Аквинский настаивал, что формой таинства являются установительные слова, а материей — пшеничный хлеб и виноградное вино. Особо он отмечал, что таинство должно совершаться «служителем церкви» (ministros Ecclesiae) в освящённом для этого помещении (храме) с использованием освящённого алтаря, корпорала и чаши (calix). Особо отмечалось, что патена и чаша должны быть из благородного металла (золота или серебра), но никак не из стекла (vitreis), дерева или меди.
В католицизме существует ряд внелитургических видов почитания Святых Даров, в которые пресуществляются хлеб и вино в Евхаристии. Одним из них является адорация — выставление Святых Даров в дароносице специального вида (монстранция) для поклонения и молитвы перед ними. В четверг, следующий за Днём Святой Троицы, то есть на одиннадцатый день после Пятидесятницы отмечается Праздник Тела и Крови Христовых (Corpus Christi — «Тело Христово»), во время которого совершаются торжественные процессии со Святыми Дарами по улицам городов.
Согласно доктрине Католической церкви, Евхаристию могут принять только те, кто находится в состоянии благодати, то есть без всякого смертного греха. Основываясь на 1 Коринфянам 11:27—29, в нём утверждается следующее: «Тот, кто сознаёт, что он совершил смертный грех, не должен принимать Святого Причастия, даже если он испытывает великое сокрушение; не получив прежде таинственно отпущения грехов, за исключением того случая, когда есть веские причины для принятия Причастия и невозможно приступить к исповеди».

#### Частота причащения
В X веке Уставное согласие (Regularis Concordia) призывало монахов-священников причащаться ежедневно. Цистерцианские установления предписывали монахам, которые не являлись священниками, причащаться 1 раз в неделю (по воскресеньям), а мирянам — 7 раз в год. Даже те, кто не был священником, причащались Кровью и Телом Господним, когда «священник, совершающий богослужение, либо даёт испить несколько капель Святой Крови при помощи золотой трубочки, либо погружает Тело Господне в потир».

### Древневосточные церкви

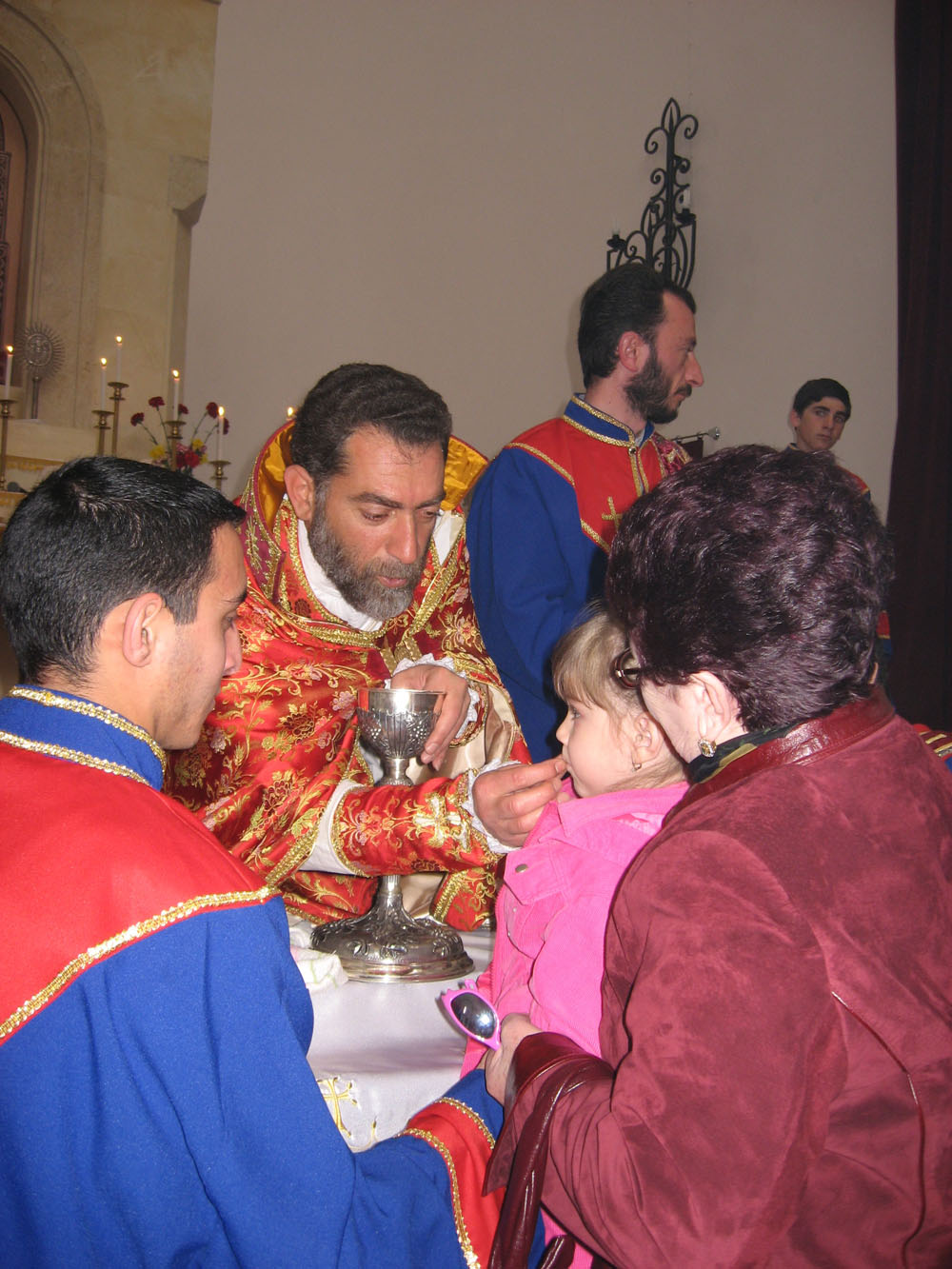
Причащение в Армянской церкви

В Армянской церкви при совершении евхаристии используется пресный хлеб. Вино, при совершении таинства, используется цельное, не разбавленное водой. При причащении верующих освящённый евхаристический хлеб (Тело) погружается священником в Чашу с освящённым вином (Кровью) и, преломлённый пальцами на части, подаётся причащающимся. К причастию допускаются прихожане Церквей c апостольским преемством.

### В протестантизме

#### В Англиканской церкви
К причастию допускаются не только члены церкви, но и все христиане, чья конфессиональная принадлежность или личные убеждения допускают возможность такого причащения.

#### В лютеранстве
Лютеране верят, что Евхаристия «это содержащиеся в хлебе и вине истинные Тело и Кровь Господа нашего Иисуса Христа, которые мы, христиане, должны есть и пить, по установлению Самого Христа». Таким образом, причастник принимает элементы как хлеба и вина, так и истинных Тела и Крови Самого Христа. Причастие принимается всеми верующими в двух видах: Тела (хлеб) и Крови (вино).
Большинство лютеран отрицают сохранение Тела и Крови в хлебе и вине после окончания Евхаристии. Однако некоторые церкви считают, что освящённые хлеб и вино сохраняют элементы Тела и крови Христа.
В лютеранской литургии во время Таинства Святого Причастия особое внимание уделяется словам установления святого причастия.
«Господь наш Иисус Христос в ту ночь, когда Его предали, взял хлеб и, возблагодарив, преломил и, раздав ученикам, сказал: примите и ядите; сие есть Тело Моё, которое за вас предаётся, сие совершайте в Моё воспоминание. Также взял Он чашу и возблагодарив, подал им и сказал: примите и пейте из неё все. Сия чаша есть новый завет в Крови Моей, за вас изливаемой во оставление грехов. Когда только будете пить сие, совершайте это в Моё воспоминание». Поэтому лютеране верят, что именно тот принимает Причастие правильно и достойно, кто верует в эти слова: «за вас предаваемое» и «за вас изливаемое во оставление грехов».
В Евангелическо-лютеранской церкви вслед за католической традицией используется для причастия только пресный хлеб (т. н. опреснок). К причастию допускаются только члены церкви, прошедшие конфирмацию.

#### У евангельских христиан

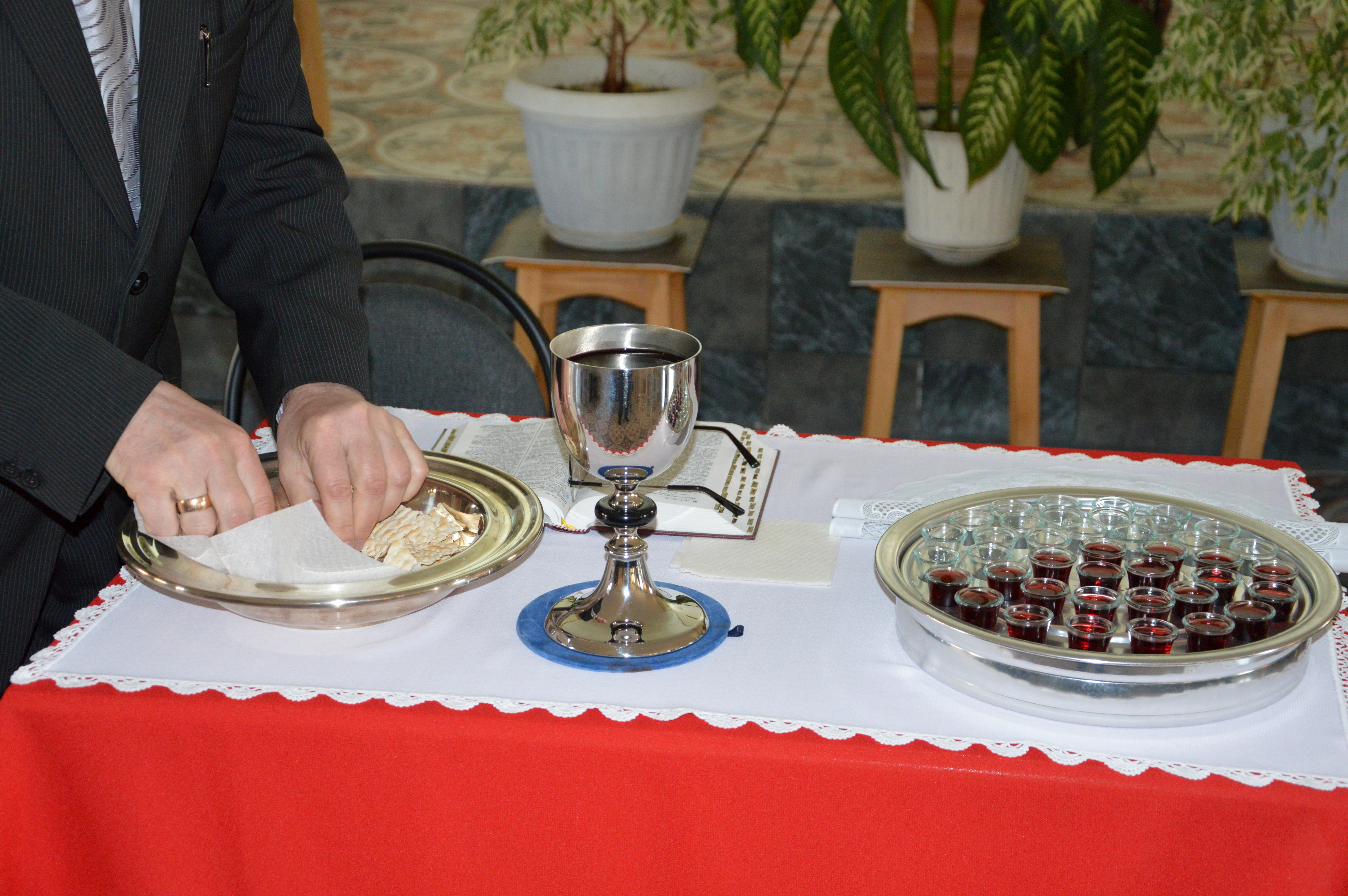
Приготовление к совершению Хлебопреломления (Вечери Господней) в церкви евангельских христиан-баптистов

У евангельских христиан (баптисты, пятидесятники) отсутствует учение о Пресуществлении. По мнению евангельских христиан, хлеб и вино Вечери не являются Телом и Кровью Христа, но указывают на них, подобно тому, как блюда традиционной еврейской пасхальной трапезы являются символами (Исх. 13:9) древних событий Исхода из Египта, но никак не самими событиями.
В то же время отношение к Евхаристии в церквях евангельских христиан в высшей степени благоговейное: Евхаристия (наряду с Крещением) входит в число двух основных таинств (обрядов) евангельских христиан.
В ходе Хлебопреломления пресвитер (пастор) церкви зачитывает отрывок из Библии, повествующий об установлении таинства, затем совершаются молитвы над хлебом и вином. Хлеб разламывается руками на маленькие части, после чего служители поочерёдно обходят участвующих. Существуют различия в традиции совершения Вечери, которая может быть открытой (для всех желающих) и закрытой (только для официальных членов церкви); вместо вина может использоваться виноградный сок; вино может подаваться в общей чаше либо в индивидуальных маленьких чашечках; хлеб может разламываться сначала на две-четыре больших части и затем каждая из них крошиться на более мелкие, либо ломаться на мелкие части сразу и т. д.

#### В Церкви адвентистов седьмого дня
В адвентизме Вечеря Господня также обладает символическим, а не та́инственным значением. Перед принятием символов Тела и Крови Христа совершается обряд омовения ног Ин. 13:14, 15. После этого сначала благословляют и раздают хлеб, а затем вино.
Адвентисты используют для причастия только пресный хлеб и виноградный сок (хотя в ходе обряда его зачастую называют вином). Отсутствием брожения в обоих символах подчёркивается непорочность Христа. Такая практика считается самой библейски обоснованной, поскольку Христос совершил Тайную вечерю на Пасху, когда в домах не должно было быть ничего квасного и перебродившего.
К причастию допускается любой человек, исповедующий Христа Спасителем, однако внутри общины Вечерю не принимают ещё не крещённые прихожане, в том числе дети.
Вечеря обычно проводится один раз в три месяца, хотя при необходимости её могут совершить в любое время. Совершать обряд имеет право только рукоположённый пресвитер или проповедник, однако это правило относится к области церковного порядка, а не богословия, поскольку служитель не считается носителем особой благодати для совершения обрядов. Служение Святой Вечери должно совершаться рукоположенным пастором или рукоположённым пресвитером. Диаконы, даже рукоположенные, не могут совершать это служение.

## Религиозные практики групп спорной религиозной принадлежности
Такие религиозные группы, как «Свидетели Иеговы» и мормоны, относят себя к христианам и нередко рассматриваются в качестве таковых. Однако подобная классификация не бесспорна. Значительное число источников отрицает принадлежность этих двух групп к христианству и рассматривает их как псевдохристианские или парахристианские. Это замечание существенно, поскольку, согласно определению, приведённому в начале статьи, Евхаристия является христианским таинством, священнодействием или обрядом.

### Свидетели Иеговы
Свидетели Иеговы считают, что вечером 14 нисана 33 года н. э. Иисус учредил «Вечерю Господню». Он только что закончил праздновать с учениками еврейскую Пасху, поэтому, по их мнению, дата известна точно. Исходя из этой даты свидетели Иеговы могут отмечать это событие каждый год в соответствующий день, подобно тому как отмечается еврейская Пасха.

### Мормоны
Для мормонов движения святых последних дней причастие является ключевым таинством. Каждое воскресенье во время первого часа члены церкви мормонов принимают причастие в память о крови и теле Иисуса Христа, которые олицетворяют Его искупление. Таким образом, члены церкви возобновляют завет с Богом, заключённый при крещении (обещание соблюдать Его заповеди и взять на себя имя Иисуса Христа).
Для причастия мормоны используют пресный хлеб и воду. Изначально в качестве символа крови Христа использовалось вино, однако в связи со строгими законами здоровья его впоследствии заменили на воду. Как считается, не имеет значения, что есть и пить, если при этом человек вспоминает жертву Христа.

## Мнения о происхождении Евхаристии
Первые христиане подвергались гонениям со стороны властей Римской империи из-за некоторой схожести обряда евхаристии с ритуальным каннибализмом. Кирилл Александрийский также подчёркивал, что без животворящего Слова Божия, находящегося в мистическом и реальном единстве с плотью, Евхаристия превращается в людоедство. Чтобы в соответствии с этим утверждением Кирилла избежать аналогии с каннибализмом, император Юстиниан I предложил добавлять в вино символ Логоса — тёплую воду, что и сохраняется в православии и католицизме.
Точка зрения о связи христианской Евхаристии с древними обрядами ритуально-магического каннибализма (теофагия), характерная для мифологической школы, отражена во втором издании БСЭ. Согласно этому изданию БСЭ в той или иной форме эти представления присутствуют в митраизме.